# Familie mit Hindernissen
Familie mit Hindernissen (alt.: Willkommen in der Patchwork-Hölle) ist eine deutsch-österreichische TV-Komödie aus dem Jahr 2017 von Oliver Schmitz mit Nicolette Krebitz, Hary Prinz und Juergen Maurer in den Hauptrollen. Der Arbeitstitel des Fernsehfilms war: Willkommen in der Patchwork-Hölle. Der Film wurde mit Trauung mit Hindernissen (2018) und Eltern mit Hindernissen (2020) fortgesetzt.

## Handlung
Katrin Wiedemann ist geschieden und lebt mit Philipp Esch zusammen. Beide haben Kinder aus ihrer vorigen Beziehung. Ihr Sohn Leo wohnt bei ihr, während ihre 14-jährige Tochter Saskia bei ihrem Vater Frank lebt. Auch Philipps halbwüchsiger Sohn Yannik wohnt mit in Katrins Patchworkfamilie. Katrins Exmann ist mit Julia verheiratet und beide erwarten in Kürze ihr zweites Kind.
Am Wochenende wollen alle gemeinsam die Konfirmation von Saskia feiern und die Vorbereitungen des Festes sind nicht ganz einfach. Katrins Eltern reisen früher an, als erwartet und auch um Franks Mutter soll Katrin sich kümmern, da er gerade mit seiner schwangeren Frau zu einer Untersuchung muss. Trotz engem Zeitplan opfert sich Katrin, versäumt dadurch aber den Termin bei der Änderungsschneiderei für Saskias Konfirmationskleid. Notgedrungen muss ein neues Kleid im Kaufhaus ausgewählt werden, was aber nicht optimal ist. So lässt sich Katrin dazu hinreißen, bei der geschlossenen Schneiderei durch ein Fenster zu steigen und Saskias Kleid einfach selbst herauszusuchen. Dabei wird sie allerdings ertappt und nur durch das große Entgegenkommen des Polizeibeamten, hat das für Katrin keine weiteren Konsequenzen. Inzwischen treffen Katrins Eltern ein und stehen in einem mittleren Chaos, das Yannik im Canabisrausch angerichtet hat. Kurzerhand überredet Katrin den Störenfried (mit Geld) umgehend zu verschwinden und erst wieder zu kommen, „wenn alles vorbei ist“. So bleibt Philipp nichts anderes übrig, als die Unordnung seines Sohnes selbst aufzuräumen. Derweil hat Katrin den ersten Streit mit ihrer Mutter wegen des Konfirmationsgeschenks und auch sonst liegt sehr viel Spannung in der Luft.
Saskias großer Tag selbst läuft dann ziemlich aus dem Ruder. Zuerst taucht Yannik wieder auf und gibt einen peinlichen Auftritt in der Kirche. Dann erscheint Saskias Freund und offenbart ihr das Ende ihrer Beziehung. Dabei entdeckt die junge Dame allerdings, dass Yannek auch keine schlechte Wahl wäre. Ihre Eltern streiten sich dabei derart, dass Saskias völlig überforderte Mutter, dem Nervenzusammenbruch nahe ist. Zu allem Überfluss taucht dann auch noch Philipps Exfrau auf und Katrins Mutter betrinkt sich maßlos. Katrin will ihre Eltern daraufhin sofort zum Bus bringen und überfährt in der Hektik einen Poller. Auf die Anweisung eines Polizisten reagiert sie nicht und fährt einfach weiter. An der Bushaltestelle angekommen erklärt Katrins Mutter, nicht mit ihrem Mann zurückfahren zu wollen, woraufhin Katrin sie wieder mit zu sich nach Hause nehmen muss. Als dann die Polizei dort eintrifft und sie mit aufs Revier nimmt, würde sie gern noch eine Weile in der Gefängniszelle bleiben. Hier ist der einzige Ort an dem sie direkt mal etwas Ruhe gefunden hat.
Am nächsten Morgen entschuldigt sich Katrin bei ihrer Tochter, dass das Fest wohl nicht so geworden ist, wie sie es sich gewünscht hat, aber sie hätte ihr bestes gegeben. Saskia fand es gar nicht so schlimm und hat beschlossen, wieder bei ihrer Mutter zu wohnen, denn sobald das Baby da wäre, würde sie sicher nur noch auf ihre beiden Halbgeschwister aufpassen müssen. Katrin ist erfreut, muss aber zugleich von ihrer Mutter hören, dass sie auch vor hat bei ihr zu wohnen. Entnervt setzt sich Katrin alkoholisiert ins Auto und lässt sich kurze Zeit später von der Polizei abführen. Sie bittet darum, die Zelle nicht vor Weihnachten wieder zu öffnen.

## Rezeption
Oliver Jungen von der Frankfurter Allgemeinen Zeitung schrieb: „Das Leben ist ein Flickenteppich. Mit etwas Dusel aber ziert das knallbunte Knüpfwerk einen perfekt abgeschliffenen Dielenboden in wunderschönem Altbau. Dass selbst ernste Probleme ihre lustige Seite haben, wurde uns schon von zahlreichen Tragikomödien vorgespielt. Aber wenn man ehrlich ist, sind Luxusprobleme doch viel komischer. Wer ohne alle wirtschaftliche Nöte ein sonnendurchflutetes Multi-Millionen-Anwesen in Leipzig bewohnt wie die Patchwork-Familie Wiedemann in dieser von Sophia Krapoth geschriebenen Alltagskomödie, der kann seine volle Aufmerksamkeit pubertären Stimmungsschwankungen und handelsüblichem Stress widmen.“
Der Filmdienst urteilte: „Bei einer Konfirmationsfeier tritt der junge Jubilar schnell in den Hintergrund der festlichen Zusammenkunft, als zwischenmenschliche Missverständnisse und verwandtschaftliche Animositäten überhandnehmen und in die eine oder andere Katastrophe münden. Temporeiche, präzise rhythmisierte (Fernseh-)Komödie mit ausgelassen aufspielenden Darstellern. Ein rundum überzeugender, amüsanter Spaß, leichthändig, aber souverän inszeniert.“
Tilmann P. Gangloff wertete für die Frankfurter Rundschau: „Im Grunde wäre die unterhaltsame Komödie auf dem Freitagstermin im „Ersten“ besser aufgehoben gewesen; für einen Mittwochsfilm sind weder die Handlung noch ihre Umsetzung anspruchsvoll genug. Äußerst ärgerlich ist zudem, dass Krebitz die Ereignisse ständig in Richtung Kamera kommentieren muss; eine Maßnahme, die weder witzig noch notwendig ist. Dass Saskia ihre Mutter irgendwann fragt, mit wem sie da eigentlich die ganze Zeit rede, ist immerhin ein sympathisch selbstironischer Einfall. Davon abgesehen ist es weder Buch noch Regie gelungen, die vielen Vorfälle als Handlungsfluss zu erzählen, weshalb der Film recht episodisch wirkt.“ Insgesamt wäre der Film aber „trotzdem sehenswert.“
TV Spielfilm beschrieb den „TV-Spaß um eine Patchwork-Sippe im Stress“ als „temporeichen Jux mit amüsantem Chaos-Clan“. Regisseur Oliver Schmitz, der mit den Serien „Türkisch für Anfänger“ und „Doctor’s Diary“ zwei Grimme-Preise holte, „inszeniert auch hier mit prima Gespür für Situationskomik und kitzelt gemeinsam mit dem klasse Ensemble einige große Lacher raus.“
Auch Filmkritiker Rainer Tittelbach fand in seiner Rezension viele lobende Worte. Er urteilte, die „reinrassige TV-Komödie, ohne romantische Beigabe“ sei „eine Situationskomödie voller Witz, köstlichen Interaktionen, hohem Tempo“. Die „dem dichten Buch von Sophia Krapoth“ entsprungene Geschichte sei flüssig erzählt. Er hebt Nicolette Krebitz, hervor, die „ein spielfreudiges Ensemble“ noch überrage. Auch Emilie Neumeister „überzeugt […] als Teenie mit Köpfchen“. Er vergab 5 von 6 Sternen.
Arnold Hohmann schrieb in der Berliner Morgenpost: „Mit einem Titel wie ‚Familie mit Hindernissen‘ verbindet der Fernsehzuschauer womöglich ein bräsiges Lustspiel mit sozialem Hintergrund, Romantik und Happy-End-Garantie, mit dem er besser keine Zeit totschlägt. In diesem Fall würde er jedoch einen Film verpassen, der endlich einmal nicht mit klugen Sprüchen belehrt und auch nicht ein absehbares Ende schon von Anfang an mit sich herumschleppt.“